# Bataille de Lagos (1693)
Pour les articles homonymes, voir Bataille de Lagos.
Guerre de la Ligue d'Augsbourg
Batailles
- Philippsbourg (1688)
- Sac du Palatinat (1689)
- Baie de Bantry (1689)
- Mayence (1689)
- Walcourt (1689)
- Fleurus (1690)
- Cap Béveziers (1690)
- La Boyne (1690)
- Limerick (1690)
- Staffarda (1690)
- Québec (1690)
- Coni (1691)
- Mons (1691)
- Leuze (1691)
- Aughrim (1691)
- La Hougue (1692)
- Namur (1692)
- Steinkerque (1692)
- Lagos (1693)
- Neerwinden (1693)
- La Marsaille (1693)
- Charleroi (1693)
- Saint-Malo (1693)
- Rivière Ter (1694)
- Palamós (1694)
- Camaret (1694)
- Texel (1694)
- Dieppe (1694)
- Bruxelles (1695)
- Namur (1695)
- Dogger Bank (1696)
- Carthagène (1697)
- Barcelone (1697)
- Baie d'Hudson (1697)

La bataille navale de Lagos a eu lieu pendant la guerre de la Ligue d'Augsbourg, en 1693 près de Lagos en Algarve. Elle oppose une flotte française, commandée par Tourville, à l'escorte anglo-hollandaise d'un important convoi à destination du Levant et commandée par l'amiral anglais George Rooke et l'amiral hollandais Philips van der Goes.

## Le contexte
Chaque année, à la fin du printemps, un gros convoi de navires marchands quitte l'Angleterre, à destination, entre autres, de Smyrne, d'où son appellation de « Convoi de Smyrne ». En 1691 déjà, Tourville est chargé d'intercepter le convoi mais, pris en chasse par la flotte de l'amiral Russell, il attire ce dernier dans l'Atlantique et le maintient à distance des côtes françaises. Cet épisode est connu sous le nom de la « campagne du Large ».
En 1693, le convoi regroupe plusieurs centaines de navires marchands, non seulement anglais, mais aussi allemands, danois, hollandais, suédois. Du fait de l'état de guerre, le convoi est escorté par la marine anglaise, avec l'appui de navires hollandais.
Tourville, resté sur son échec de La Hougue, conçoit l'idée de porter le fer contre le commerce ennemi et le convoi de Smyrne est une proie toute désignée. Il est prévu de l'intercepter au niveau du détroit de Gibraltar.

## Les forces en présence

### Les Français
Tourville dispose de 72 vaisseaux, avec de nombreux petits bâtiments (11 corvettes, 1 tartane, 3 traversiers) et 22 bâtiments de charge.
L'armée navale est, classiquement, ordonnée en trois escadres. L'avant-garde, commandée par le marquis de Châteaurenault, avec de Nesmond et de Relingue, comprend 24 vaisseaux et huit brûlots. Le corps de bataille, sous les ordres de Tourville, avec le marquis de Villette-Mursay et le comte de Langeron, aligne 24 vaisseaux et 9 brûlots. L'arrière-garde, sous les ordres du lieutenant-général Gabaret, avec le marquis d'Amfreville et Panetié, comprend aussi 24 vaisseaux et 8 brûlots.

### Les Anglo-Hollandais
L'escorte du convoi, sous les ordres de Rooke et Van der Goes, aligne 21 vaisseaux. Deux d'entre eux sont des 70 canons, les autres allant de 60 à 40 canons. Les petits bâtiments qui suivent sont huit galiotes, brûlots et navires plus petits.

## Le combat

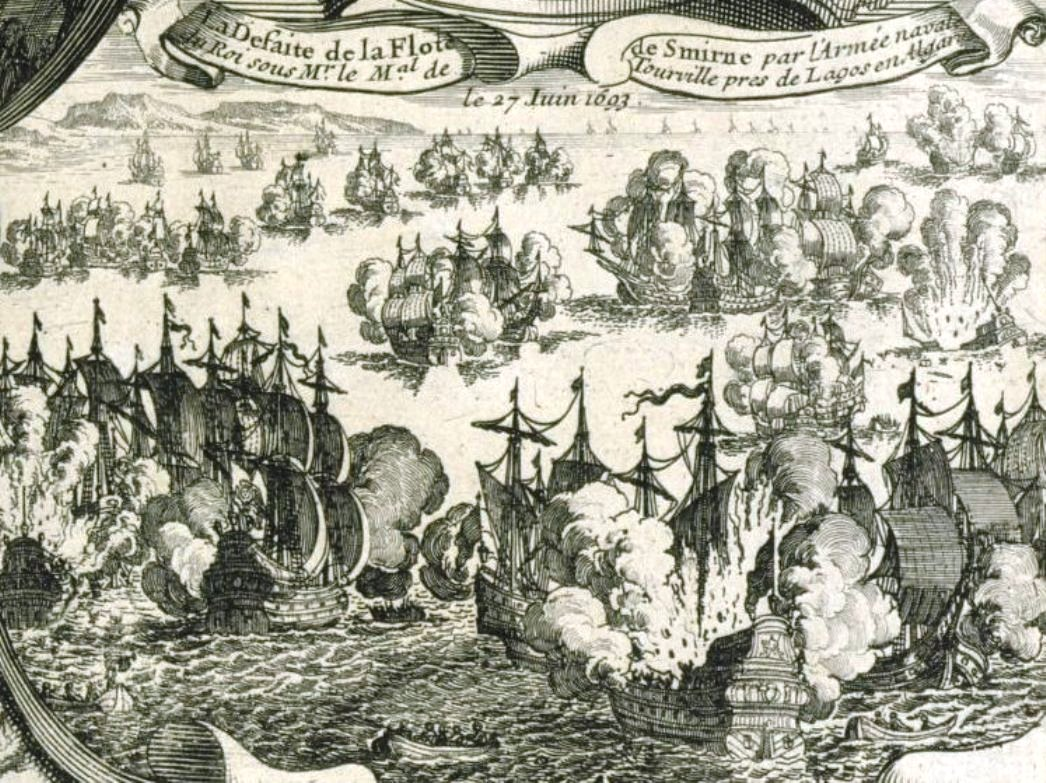
L'attaque du convoi de Smyrne par Tourville (Détail d'une gravure de 1693).

### Les préliminaires
Tourville quitte Bertheaume, près de Brest le 26 mai 1693. Le 4 juin, il est dans la rade de Lagos. Il met dans cette opération « commerciale » autant de science que s'il s'agissait d'affronter les vaisseaux de ligne anglais. On ne néglige rien, pour faire diversion, les gazettes parlent d'une opération de débarquement sur les côtes d'Irlande et lorsque la flotte française — glissant le long de la côte du Portugal — rencontre un caboteur neutre, elle arbore des pavillons anglais ou hollandais, suivant les « ruses de guerre » du temps, les visiteurs étant reçus par des officiers parlant anglais.

### La disposition des forces et les plans prévus
Le convoi descend le long des côtes du Portugal. Son escorte est à l'ouest, du côté du large, d'où peut venir la menace. Les Français attendent que leurs éclaireurs annoncent l'arrivée du convoi pour appareiller et l'encercler.

### Déroulement du combat
Le 25 juin, Tourville est avisé de l'arrivée de nombreuses voiles. Mais les renseignements fournis sont peu clairs, tant sur la localisation que sur la composition de la flotte découverte. On ne sait pas vraiment s'il s'agit du convoi ou de la flotte anglaise. Pour éviter d'être surpris au mouillage, si les arrivants se révèlent être des bâtiments de combat et non le convoi, Tourville appareille le 26 juin.
Le 27 juin, il est au large, sous le vent du convoi qui est maintenant reconnu. Il gouverne au nord-est pour couper la route du détroit. L'escadre blanche et bleue, de Gabaret, devant interdire la fuite au large des marchands. Rooke se place en ligne de file entre les Français et le convoi, à qui il ordonne de serrer la côte au plus près. Rooke croyant n'avoir devant lui qu'une petite escadre de surveillance, ne donne pas l'ordre de faire retraite ; mais Van der Goes, en avant-garde, se rend compte qu'il doit affronter Tourville et toute la flotte française.
— « La retraite s'impose », fait-il prévenir par signaux,
— « Trop tard », répond Rooke, « il nous reste à mourir pour sauver le convoi! »
Les Français capturent deux vaisseaux hollandais, le Zeeland, 64 canons, et le Wapen-van-medemblik, 64, qui ont essayé de s'interposer. Mais les Français manœuvrent mal. Au lieu de lancer la chasse, Gabaret choisit de mettre son escadre en ligne de bataille, ce qui prend du temps, Villette-Mursay précisant qu'il perd aussi du temps pour amariner l'un des vaisseaux hollandais dont il voulait donner le commandement à son fils. Enfin, il ne force pas de voiles, préférant rester sous huniers pour attendre le reste de la flotte. Cela permet aux marchands de s'éparpiller. Rooke gagne Madère avec 54 navires du convoi.

### Les jours suivants
Les Français vont essayer de dénicher les marchands, en particulier ceux qui ont trouvé refuge le long de la côte. Ainsi, Jean Bart, sur Le Glorieux, brûle 6 navires marchands hollandais. Langeron capture 14 marchands et 4 des navires de l'escorte. En tout, près de 90 navires marchands sont capturés ou brûlés, avec 4 vaisseaux et une frégate.
Tourville entre en Méditerranée. Le 21 juillet, il est devant Malaga, où il capture quatre navires marchands et la frégate. Il continue ensuite son chemin, lance des coups de main sur Barcelone et Palamós, il relâche aux îles d'Hyères avant de regagner Brest après un mois de navigation.

## Les conséquences
L'attaque du convoi aura un grand retentissement, un an après le désastre de La Hougue, les Anglais viennent de connaître « le dommage le plus grand qu'eut subi la nation anglaise depuis un siècle ». Elle entraîne un désastre financier et une série de faillites d'armateurs à Londres. Les auteurs varient dans leurs estimations qui vont de 1 à 30, voire 60, millions de livres.
Cependant, la victoire n'est que partielle, car seule une partie du convoi a été capturée. Selon le nombre de navires marchands comptés au départ, les auteurs donnent du quart aux trois-quarts du convoi capturés. Cette affaire incitera les Anglais à installer une escadre à Cadix. 
Il s'agit de la dernière grande bataille livrée par Tourville, la France s'engoue bientôt pour la course et la guerre d'escadre apparaît vite surannée. Tourville est nommé commandant militaire du Poitou et de l'Aunis. Il mourra quelques années plus tard, miné par la tuberculose, le 28 mai 1701.

## Sources et bibliographie
en français
- Daniel Dessert, Tourville, Paris, Fayard, 2002, 371 p. (ISBN 978-2-213-59980-9)
- Philippe de Villette-Mursay, Mes campagnes de mer sous Louis XIV, Notes et introduction de Michel Vergé-Franceschi, Paris, Tallandier, 1991.
- Michel Vergé-Franceschi (préf. Jean-Charles Lefebvre), Chronique maritime de la France d'Ancien Régime : 1492-1792, Paris, SEDES, 1998, 786 p. (ISBN 978-2-718-19188-1).
- Ernest Harold Jenkins (trad. de l'anglais), Histoire de la marine française : des origines à nos jours [« A History of the French Navy : From Its Beginnings to the Present Day »], Paris, Albin Michel, 1977, 428 p. (ISBN 2-226-00541-2)
- Jean-Claude Castex, Dictionnaire des batailles navales franco-anglaises, Laval (Canada), éditions Presses Université de Laval, 2004 (ISBN 2-7637-8061-X, lire en ligne)
- Étienne Taillemite et Maurice Dupont, Les guerres navales françaises : du Moyen âge à la guerre du Golfe, Paris, SPM, 1995, 392 p. (ISBN 2-901952-21-6)
- A. Chabaud-Arnault, Études historiques sur la marine militaire de France, in Revue Maritime et Coloniale, novembre 1889, pages 294 et suivantes. Ce document est consultable sur le site Gallica de la BNF.
- Jean Mabire, Grands marins normands, Ancre de Marine Éditions, 1993, 274 p. (ISBN 978-2-905970-66-4, lire en ligne), p. 183
- Rémi Monaque, Une histoire de la marine de guerre française, Paris, éditions Perrin, 2016, 526 p. (ISBN 978-2-262-03715-4)

en anglais
- (en) Nicholas B&T Tunstall, Naval Warfare in the Age of Sail : The Evolution of Fighting Tactics, 1650-1815, Londres, 1990 (ISBN 0-7858-1426-4)